# Призрак Харренхола
«Призрак Харренхола» (англ. The Ghost of Harrenhal) — пятый эпизод второго сезона фэнтезийного телесериала канала HBO «Игра престолов». Сценарий написан создателями сериала Дэвидом Бениоффом и Д. Б. Уайссом, и режиссёром стал, второй раз за сезон, Дэвид Петрарка. Премьера состоялась 29 апреля 2012 года.
«Призрак Харренхолла» — это как Арья Старк описывает себя, находясь в Харренхоле в «Битве королей», романе, на котором основан сезон, хотя фраза не слышна в эпизоде.

## Сюжет

### В Штормовых Землях
Король Ренли Баратеон (Гетин Энтони) и Кейтилин Старк (Мишель Фэйрли) ведут переговоры о союзе в его шатре со стоящей на карауле Бриенной (Гвендолин Кристи), когда теневое существо, рождённое Мелисандрой, неожиданно убивает Ренли, прежде чем исчезнуть. Двое из стражей принимают Бриенну за убийцу, и, защищаясь, она убивает их. Кейтилин убеждает её сбежать вместе с ней, чтобы в будущем Бриенна смогла отомстить за Ренли. Во время их путешествия Бриенна клянётся в верности Кейтилин, которая обещает не вмешиваться в месть Бриенны Станнису (Стивен Диллэйн), который, как она считает, сыграл роль в убийстве Ренли.
Между тем смерть Ренли вызывает замешательство среди его людей. Сир Лорас (Финн Джонс) также считает Станниса ответственным за смерть Ренли и хочет отомстить, но Петир Бейлиш (Эйдан Гиллен) и вдова Ренли, Маргери Тирелл (Натали Дормер), убеждают его, что они должны сбежать, прежде чем прибудет флот Станниса. Как только Станнис достигает лагеря, знаменосцы его погибшего брата присягают ему на верность, но Давос (Лиам Каннингем) предупреждает его держаться подальше от Мелисандры, так как его люди нашёптывают, что она контролирует его. Станнис не берёт с собой Мелисандру и поручает Давосу командование флотом в предстоящей осаде Королевской Гавани.

### В Королевской Гавани
Тирион Ланнистер (Питер Динклэйдж) получает информацию у своего кузена Ланселя (Юджин Саймон) о том, что королева-регентша Серсея накапливает огромное количество «дикого огня», опасного легковоспламеняющегося вещества. Тирион навещает королевского пироманта, Мудреца Галлина (Рой Дотрис), который открывает секретный тайник с почти восемью тысячами горшков с диким огнём, которыми Джоффри намерен атаковать силы Станниса во время штурма с моря. Бронн (Джером Флинн) сомневается в эффективности плана, но Тирион решает использовать дикий огонь и сообщает Галлину, что отныне тот будет изготавливать огонь для него. Во время прогулки по городу Тирион видит толпу, которая недовольна рождённым в ходе инцеста королём и считает его дядю Тириона ответственным за поступки Джоффри.

### На Железных Островах
Теона Грейджоя (Альфи Аллен) назначают капитаном корабля, с приказом разграбить рыбацкие деревни на северном побережье. Корабельная команда ещё до отплытия открыто презирает Теона и перебирается на лодке к кораблю, оставив своего капитана на берегу. Первый помощник Теона, Дагмер Щербатый (Ральф Айнесон), приходит ему на помощь и говорит, что Теону нужно будет завоевать уважение своих людей впечатляющим поступком. Когда Теон предлагает напасть на Торхеннов Удел, Дагмер улавливает сомнение в его словах, но Грейджой планирует захват Винтерфелла, считая, что гарнизон того отправится освобождать замок Толхартов.

### В Винтерфелле
Бран (Айзек Хэмпстед-Райт) получает известие о том, что Торхеннов Удел атакуют, и призывает сира Родрика (Рон Донахи) поднять силы для его защиты. Позже он говорит Оше (Наталия Тена) о своих недавних снах, где океан затапливает и разрушает Винтерфелл и его обитателей. Он также спрашивает Ошу о «трёхглазом вороне», но та не отвечает на его вопросы.

### За Стеной
Во время похода на север Ночной Дозор встречается на Кулаке Первых людей с легендарным разведчиком, Куореном Полуруким (Саймон Армстронг). Тот предупреждает, что под предводительством бывшего разведчика, Манса-Налётчика (Короля-за-Стеной) одичалые становятся всё более организованными и опасными. С небольшой группой Куорен намерен приблизиться и устранить дозорный пост одичалых. Джон Сноу (Кит Харингтон) вызывается присоединиться к Куорену, и ему это разрешают.

### За Узким морем
Дейенерис Таргариен (Эмилия Кларк) наслаждается пребыванием в усадьбе Кварта и наблюдает за тем, как растут её драконы. На вечере её богатого хозяина Ксаро Ксоана Даксоса (Нонсо Анози) колдун Пиат Прей (Иэн Ханмор) приглашает Дейенерис посетить «Дом Бессмертных», а носящая маску Куэйта (Лаура Прадельска) предупреждает сира Джораха Мормонта (Иэн Глен) об опасностях, которые грозят Дейенерис. Позже Ксаро просит у Дейенерис её руку и сердце в обмен на богатство и власть, которые необходимы ей для взятия Королевской Гавани. Джорах категорически против этого, утверждая, что она должна сама завоевать Железный Трон. Выслушав доводы Джораха, Дейенерис соглашается с ним.

### В Харренхоле
Арья Старк (Мэйси Уильямс) служит чашницей (виночерпием) у лорда Тайвина Ланнистера (Чарльз Дэнс). Во время встречи и обсуждения военных действий со своим штабом Тайвин делает вывод, что она северянка, но остаётся в неведении о её истинной личности. Позже Арья встречает Якена Хгара (Том Влашиха), которого она спасла вместе с Роржем и Кусакой, в доспехах гвардейца Ланнистеров. Якен предлагает отплатить ей долг, предлагая ей «три жизни», которые он принесёт Красному Богу в качестве компенсации за три спасённые ею жизни. Арья называет своей первой жертвой «Щекотуна», жестокого дознавателя Харренхола. Довольно скоро он найден мёртвым со сломанной шеей, и Якен подаёт знак Арье, что первый долг им оплачен.

## Производство

### Сценарий

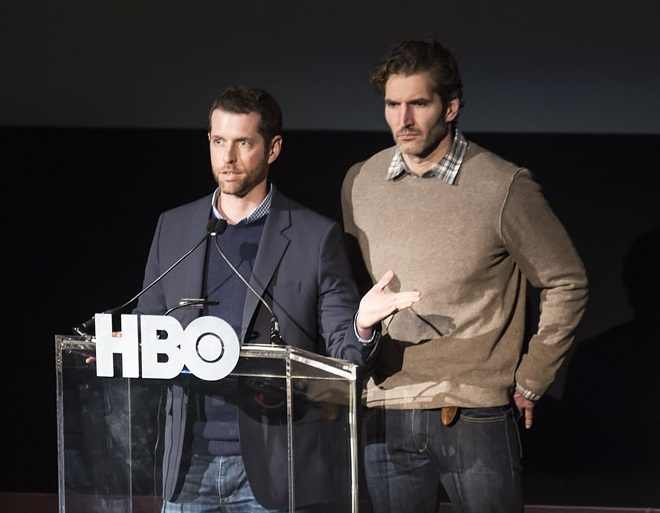
Сценарий к эпизоду написали создатели сериала Дэвид Бениофф и Д. Б. Уайсс.

«Призрак Харренхола» стал третьим эпизодом второго сезона, сценарий к которому написали шоураннеры Дэвид Бениофф и Д. Б. Уайсс. Сценарий основан на главах Дейенерис II, Арья VII, Кейтилин IV, Джон IV, Бран V, Кейтилин V и Джон V (28, 31, 34, 35, 36, 40 и 44) из «Битвы королей» Джорджа Р. Р. Мартина. Сцены Тириона с пиромантами и Серсеей были взяты из глав Тирион V и Тирион VIII (21 и 37).
Также присутствует множество расхождений с исходным материалом: в книгах Малый Совет отправляет лорда Бейлиша вести переговоры с Тиреллами после смерти Ренли; уход Теона из Пайка не показан, а Дагмер Щербатый старый, покрытый шрамами мастер по оружию, который тепло относится к Теону, потому что тренировал его, когда он был мальчиком; Арья служит поварёнком, а не виночерпием, и не взаимодействует с лордом Тайвином; персонаж Ксаро Ксоан Даксос претерпел значительные изменения, став гетеросексуалом скромного происхождения и приобретя хранилище, которое никогда не упоминалось в книгах.

### Кастинг
Эпизод представляет персонажа пироманта «Мудреца» Галлина, которого сыграл британский актёр Рой Дотрис. Дотрис является личным другом Джорджа Р. Р. Мартина, так как двое встретились во время работы над сериалом-хитом 1980-х годов «Красавица и чудовище» (Мартин был продюсером, а Дотрис играл «Отца»). Спустя года, Мартин выбрал Дотриса читать аудиокниги «Песнь Льда и Огня», работа, которая занесла Дотриса в Книгу рекордов Гиннесса за самое большое количество персонажей, озвученных в аудиокнигах.
После того как сериалу дали зелёный свет, Мартин хотел привлечь Дотриса, предполагая его в роли мейстера Эймона, Родрика Касселя или великого мейстера Пицеля как возможные роли. В конечном счёте, ему дали роль Пицеля, но ему пришлось уйти из шоу по медицинским показаниям, и Джулиана Гловера назначили заменить его. Во втором сезоне, с восстановлением здоровья, ему дали роль Галлина.
Другие персонажи, представленные в эпизоде, разведчик Ночного Дозора Куорен Полурукий, которого играет Саймон Армстронг, и таинственная Куэйта, сыгранная немецкой актрисой Лаурой Прадельской.

### Места съёмок
Внутренние съёмки эпизода были сняты на студиях The Paint Hall, рядом с Белфастом, где находятся главные съёмки. Также в Северной Ирландии были сняты сцены в Харренхоле (декорации были построены рядом с Бамбриджем) и в Пайке (в порту Баллинтоя).

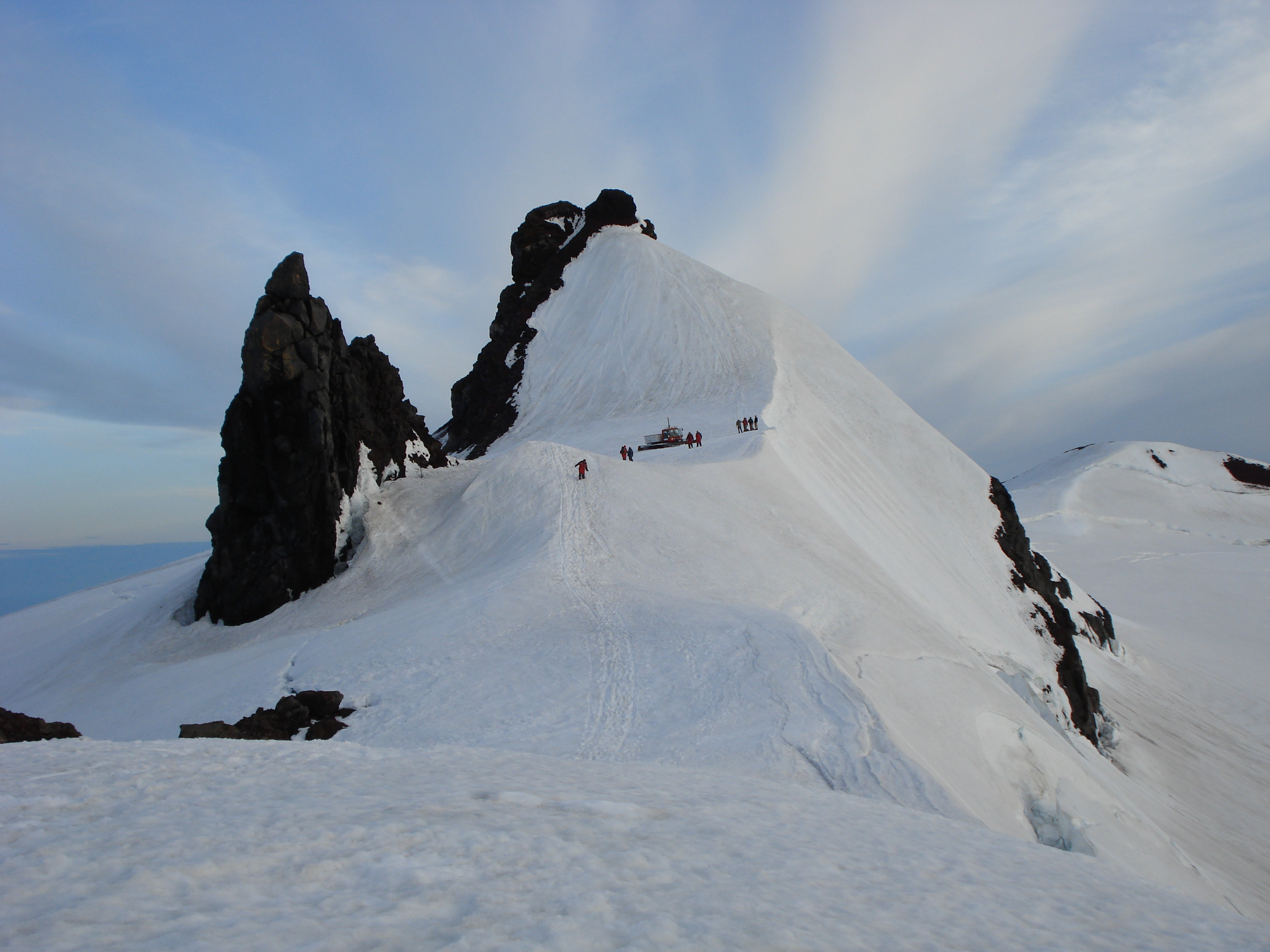
Команда использовала исландский вулкан Снайфедльсйёкюдль, чтобы представить обширную горные цепи Клыков Мороза.

После съёмок сюжетной линии Ночного Дозора за Стеной в ирландских лесах для первых четырёх эпизодов сезона, продюсеры решили, что неизведанная земля, дальше к северу, будет снята в Исландии. Согласно видению мест съёмок создателя Джорджа Р. Р. Мартина, «зона, ближайшая к моей Стене, покрыта густым лесом (…). И затем, пока вы идёте дальше и дальше на север, всё меняется. Вы попадаете в тундру и на ледовые поля и становится больше арктической среды. У вас есть равнины с одной стороны и очень высокий горный хребет с другой.»

Сопродюсер Крис Ньюман сказал, что до этого момента они могли создавать земли к северу от Стены путём добавления искусственного снега, но сейчас они нуждались в большем пейзаже. По словам Дэвида Бениоффа, они всегда «хотели чего-то сокрушительно красивого, бесплодного и жестокого для этой части путешествия Джона, потому теперь он на настоящем Севере.»
Чтобы представить Клыки Мороза и Кулак Первых людей, производство снимало на леднике Снайфедльсйёкюдль, а также на леднике Свинафедльсйёкюдль в Смирлябьёрге.

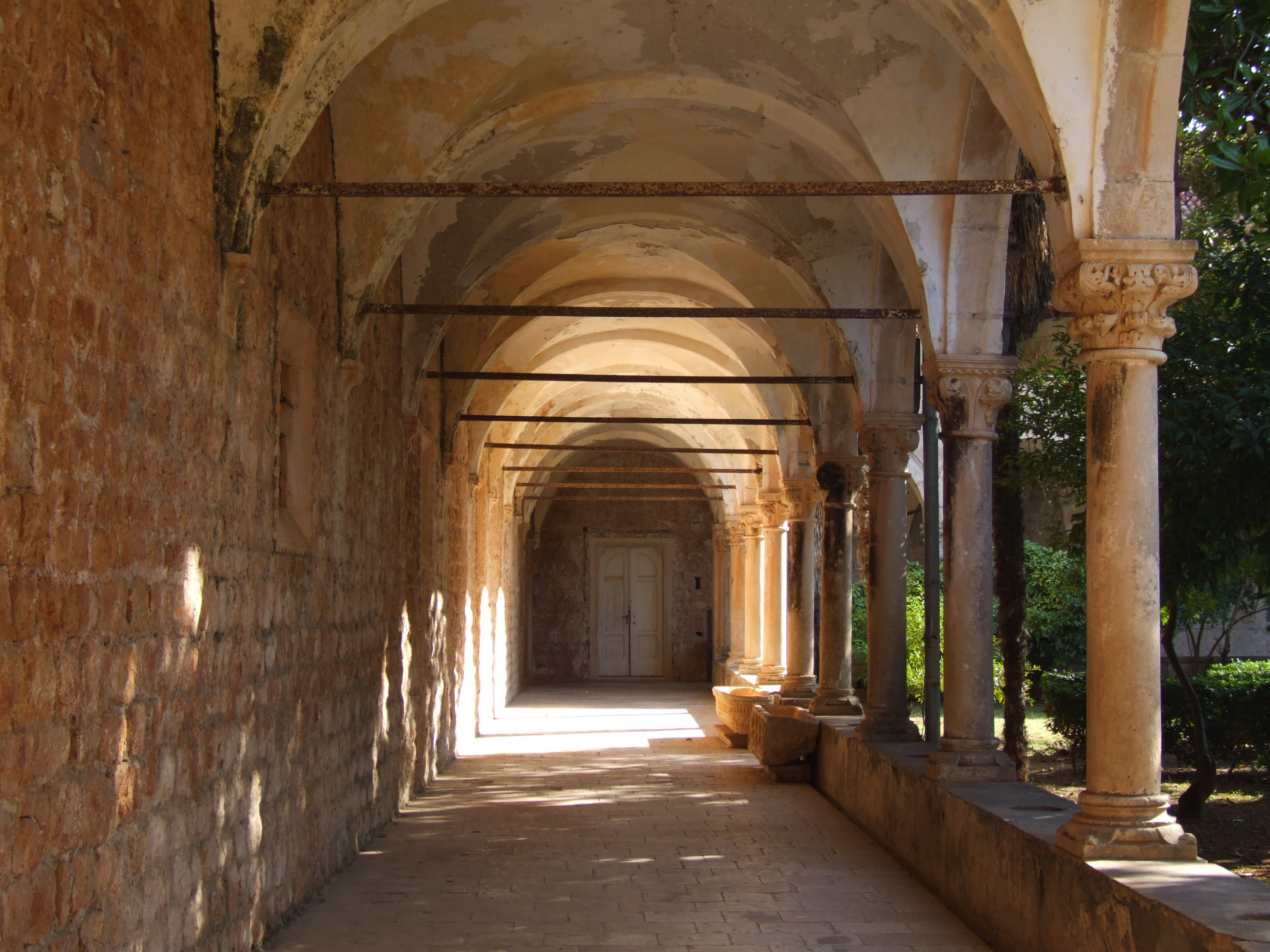
Бенедиктинский монастырь в Локруме был использован как Квартийский сад.

Другим основным местом съёмок, представленное в эпизоде, стали сады Кварта, которые были сняты в Бенедиктинском монастыре хорватского острова Локрум. Заброшенный монастырь был построен в готическо-ренессансном стиле в 15-м веке.
Остров Локрум находится всего в 680 метрах от берега Дубровника, места, используемого для наружных съёмок Королевской Гавани, и до него можно добраться на лодке за 15 минут. Так совпало, что Локрум, как и его вымышленный двойник Кварт, имеет павлинов как его отличительные особенности; Локрум населён семьями павлинов, завезёнными на остров в 19-м веке австрийским эрцгерцогом Максимилианом.

## Реакция

### Рейтинги
Первый выход эпизода в эфир получил 3.903 миллионов зрителей, которые представили высокий рейтинг. Второй показ добавил 0.8 миллионов, дав в целом 4.7 миллионов.

### Реакция критиков
«Призрак Харренхола» получил в целом положительные отзывы: Джеймс Хибберд из Entertainment Weekly посчитал его «пока ещё одним из сильнейших эпизодов второго сезона», Джейс Лейкоб посчитал его «сенсационным», а Мэтт Рихенталь из TV fanatic назвал его «ещё одним приятным, сложным, затрагивающим эпизодом „Игры престолов“.» Мэтт Фоулер из IGN дал эпизоду оценку 8.5 из 10, и в The A.V. Club Дэвид Симс дал ему A-, а Тодд Вандервирфф оценил его на B+.
Смерть Ренли получила много критических замечаний: Дэвид Симс написал, что смерть Ренли «пришла из неоткуда», Тодд Вандервирфф посчитал её слишком поспешной, а Элио Гарсия сказал, что из-за выбора посредственной режиссуры Дэвида Петрарки, эффект того, что должно было быть одной из самых шокирующих сцен сезона, был испорчен. Гарсия вызвал резкую критику в сцене, изображающую последствия смерти Ренли, в особенности за решение изобразить реакцию Лораса на убийство своего любовника с горем, вместо убийственной ярости, как в книгах.
С другой стороны, обмен между Арьей и Тайвином был единодушно похвален, как в плане игры актёров, так и в режиссуре. Написав для The Huffington Post, Морин Райан высоко оценила Мэйси Уильямс за то, что она могла стоять на своём в сцене с харизматичным Чарльзом Дэнсом. Другая сцена, которую выделили, была присяга Бриенны на верность Кейтилин Старк. Лэйкоб описал игру Кристи в превосходной степени, оказывая трагический воздух на Бриенну, а Вандервирфф отметил, как тонкое исполнение Фэйрли, с небольшим намёком на слёзы и дрожащий голос, сделало сцену почти превосходной.
Другие аспекты, которые получили высокую оценку со стороны рецензентов, были выбор производства снимать в Исландии, из-за великолепия и красоты съёмок, и хорошая работа, проделанная командой для CGI, сделав дракона похожим на настоящее животное. Кроме того, рецензент Майлз Макнатт, который придумал термин «секспозиция», чтобы описать использование секса в шоу, отметил, что это был первый эпизод, в котором не было наготы.

### Награды и номинации
| Год  | Премия                                      | Категория                                      | Номинант(ы)                             | Результат |
| ---- | ------------------------------------------- | ---------------------------------------------- | --------------------------------------- | --------- |
| 2012 | Премия «Портал»                             | Лучший эпизод                                  |                                         | Номинация |
| 2012 | 64-я церемония премии «Эмми»                | Лучшая работа художника в однокамерном сериале | Джемма Джексон, Фрэнк Уолш и Тина Джонс | Победа    |
| 2013 | Премия Гильдии художников-постановщиков США | Одно-часовой однокамерный телесериал           | Джемма Джексон                          | Победа    |